# Pointe de Bricola
La pointe de Bricola est un sommet des Alpes valaisannes, en Suisse, situé dans le canton du Valais, qui culmine à 3 657 m d'altitude.

## Géographie

### Topographie
Située sur l'arête qui court du au nord-est du Grand Cornier et au sud-ouest en direction des pointes de Mourti, la pointe de Bricola domine le glacier de Moiry au nord-est et le vallon de Ferpècle au sud-ouest.

### Géologie
Comme les autres grands sommets environnants du val d'Anniviers (dent Blanche, Zinalrothorn, Weisshorn, Bishorn, les Diablons, etc.), la pointe de Bricola est constituée de gneiss d'Arolla ayant l'aspect d'un granite plus ou moins schisteux de couleur vert tendre.

## Alpinisme
- Arête nord (PD).
- Traversée pointe de Bricola - pointes de Mourti (AD).